# Cinghia mobile
In spettrometria di massa la cinghia mobile, meglio nota con il termine inglese di moving belt transport è un'interfaccia non ionizzante per accoppiare la cromatografia liquida alla spettrometria.

## Meccanismo
L'eluato viene spruzzato su una cinghia che attraversa camere sotto vuoto nelle quali il solvente e l'analita evaporano. Si può accoppiare sia con la ionizzazione elettronica che con quella chimica.
Questa tecnica dà però problemi di tenuta del vuoto.